# SMS Saida
O SMS Saida foi um cruzador de reconhecimento operado pela Marinha Austro-Húngara e a primeira embarcação da Classe Novara, seguido pelo SMS Helgoland e SMS Novara. Sua construção começou em setembro de 1911 na Cantiere Navale Triestino e foi lançado ao mar em outubro do ano seguinte, sendo comissionado na frota austro-húngara em agosto de 1914. Era armado com uma bateria principal composta por nove canhões de 100 milímetros em montagens individuais, tinha um deslocamento carregado de quatro mil toneladas e alcançava uma velocidade máxima de 27 nós.
O Saida entrou em serviço alguns dias depois do início da Primeira Guerra Mundial, sendo designado como o líder da 1ª Flotilha de Torpedeiros. O cruzador teve uma carreira relativamente ativa durante a guerra. Ele participou do Bombardeio de Ancona em maio de 1915 e foi frequentemente usado em vários ataques contra a Barragem de Otranto e navios comerciais inimigos. Entretanto, sofreu de problemas crônicos em seus motores. Essas operações culminaram com a Batalha do Estreito de Otranto em maio de 1917, em que Saida ajudou afundar traineiras britânicas.
A Áustria-Hungria foi derrotada na guerra em novembro de 1918 com a assinatura do Armistício de Villa Giusti e o Novara inicialmente foi transferido para o recém estabelecido Iugoslávia. Entretanto, sob os termos do Tratado de Saint-Germain-en-Laye assinado em setembro de 1919, ele foi cedido como prêmio de guerra à Itália. Foi renomeado para Venezia e comissionado na Marinha Real Italiana em julho de 1921. A partir de 1930 foi usado como navio alojamento, primeiro em Gênova e depois em La Spezia e Veneza. Foi descomissionado da frota em março de 1937 e desmontado.

## Características

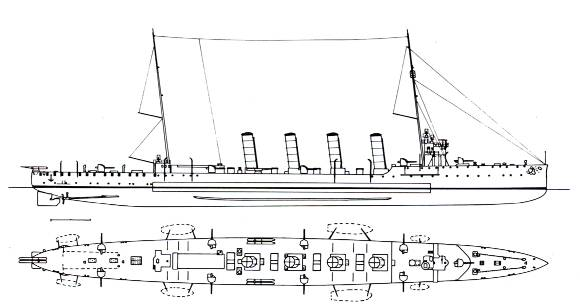
Desenho da Classe Novara

O Saida tinha 130,64 metros de comprimento de fora a fora, boca de 12,79 metros e calado de 4,6 metros. Seu deslocamento normal era de 3,6 mil toneladas, enquanto o deslocamento carregado era de 4 081 toneladas. Seu sistema de propulsão tinha dezesseis caldeiras Yarrow que alimentavam duas turbinas a vapor Melms-Pfenniger, cada uma girando uma hélice. O sistema tinha uma potência indicada de 25,6 mil cavalos-vapor (18,8 mil quilowatts), suficiente para uma velocidade máxima de 27 nós (cinquenta quilômetros por hora). O navio transportava 710 toneladas de carvão, o que dava uma autonomia de aproximadamente 1,6 mil milhas náuticas (três mil quilômetros) a uma velocidade de 24 nós (44 quilômetros por hora). Sua tripulação tinha 340 oficiais e marinheiros.
O armamento principal consistia em nove canhões Škoda K11 calibre 50 de 100 milímetros em montagens pedestais únicas, três no castelo da proa, duas em cada lateral à meia-nau e mais duas lado a lado no tombadilho. Também era armado com um canhão SFK L/44 de 47 milímetros. Um canhão antiaéreo Škoda K10 calibre 50 de 66 milímetros e seis tubos de torpedo de 533 em três montagens duplas foram adicionados em 1917. A Marinha Austro-Húngara planejou remover as armas do castelo da proa e tombadilho e substitui-las por dois canhões de 150 milímetros, porém isto nunca foi feito antes do fim da guerra. O Saida tinha um cinturão de blindagem com sessenta milímetros de espessura à meia-nau, um convés com vinte milímetros e torre de comando com laterais de sessenta milímetros de espessura.

## História

### Início de serviço

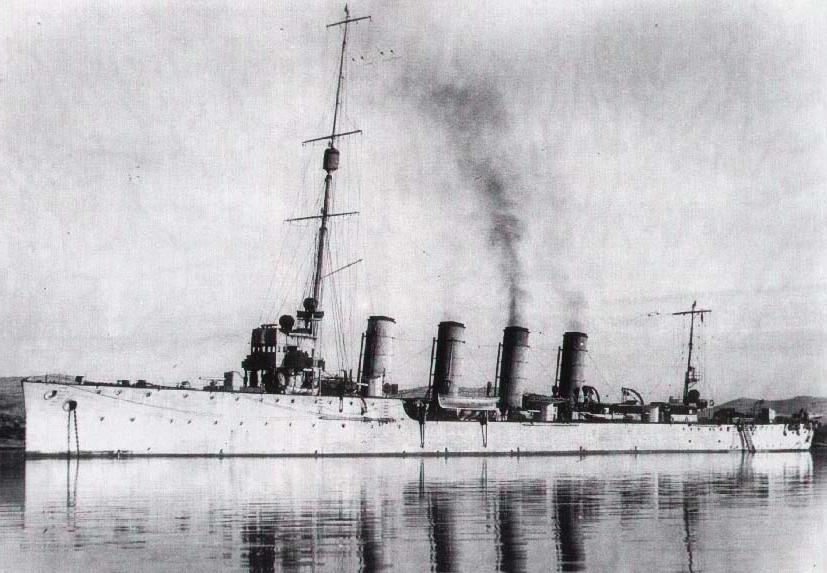
O Saida c. 1916

O batimento de quilha do Saida ocorreu em 9 de setembro de 1911 no Cantiere Navale Triestino em Monfalcone. Seu casco completo foi lançado ao mar em 26 de outubro de 1912, com os trabalhos de construção e equipagem terminando em 1º de agosto de 1914, apenas quatro dias depois da Áustria-Hungria declarar guerra contra a Sérvia, iniciando a Primeira Guerra Mundial. O navio foi imediatamente designado como líder de flotilha para a 1º Flotilha de Torpedeiros em Sebenico, que incluía os seis contratorpedeiros da Classe Tátra, seis contratorpedeiros da Classe Huszár, dez barcos torpedeiros e um navio depósito. A Itália declarou guerra contra a Áustria-Hungria em maio de 1915 e a maior parte da frota austro-húngara partiu para um bombardeio surpresa do litoral italiano. O Saida, seu irmão SMS Helgoland, o cruzador de reconhecimento SMS Admiral Spaun, o cruzador protegido SMS Szigetvár e nove contratorpedeiros proporcionaram cobertura durante a operação para um possível contra-ataque italiano, que não ocorreu.
A primeira ação de combate do cruzador foi em 17 de agosto de 1915, quando ele, o Helgoland e quatro contratorpedeiros bombardearam forças italianas na ilha de Pelagosa, que tinha sido recentemente ocupada pelos italianos. A Marinha Austro-Húngara começou uma série de incursões no final do ano contra navios mercantes reabastecendo as forças Aliadas na Sérvia e Montenegro. O Saida, Helgoland e a 1ª Divisão de Torpedeiros atacaram o litoral da Albânia na noite de 22 de novembro e afundaram dois navios de transporte italiano que carregavam farinha. Entretanto, problemas crônicos com as turbinas do Saida impediram que ele fosse mais usado com frequência, deixando para que seus irmãos Helgoland e SMS Novara arcassem com a maior parte do fardo da guerra naval no Mar Adriático.

### Estreito de Otranto

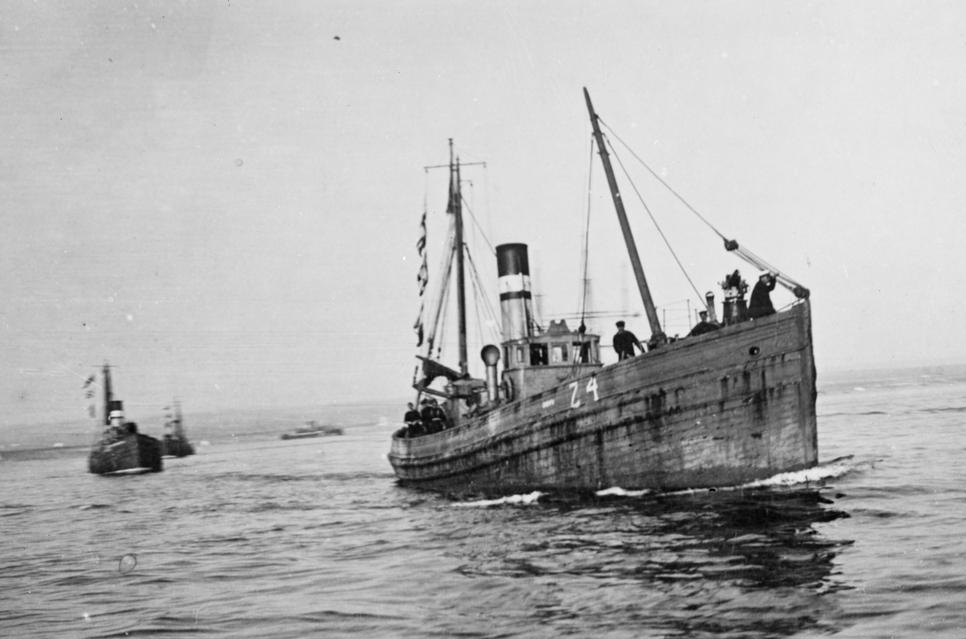
Traineiras britânicas seguindo para a Barragem de Otranto

O capitão Miklós Horthy planejou em maio de 1917 uma grande incursão contra as traineiras da Barragem de Otranto usando os três cruzadores da Classe Novara. Estes foram modificados para se parecerem com contratorpedeiros e passaram por grandes reformas. Suas caldeiras e turbinas foram limpadas a fim de garantir maior eficiência possível e uma arma antiaérea foi instalada em cada um. As embarcações atacariam separadamente enquanto dois contratorpedeiros realizariam ataques contra traineiras no litoral albanês com o objetivo de atrair a atenção para longe dos cruzadores. Os navios partiram na noite de 14 de maio e conseguiram passar pela linha de traineiras na escuridão sem serem detectados. As traineiras soltaram suas redes e começaram a seguir para o Estreito de Otranto assim que os sons dos ataques dos contratorpedeiros foram ouvidos. O Saida e seus irmãos começaram seus ataques às 3h45min já do dia 15, porém o Saida parou seus motores por trinta minutos e ficou à deriva em direção das embarcações de patrulha para esconder sua posição. Ele abriu fogo às 4h20min, incendiando três traineiras e então parando para resgatar dezenove sobreviventes.
Os navios austro-húngaros foram avistados pela primeira vez por um grupo de três contratorpedeiros franceses liderados pelo contratorpedeiro italiano Carlo Mirabello, porém os cruzadores tinham armas maiores e isto dissuadiu o comandante Aliado de tentar um ataque. Os austro-húngaros foram interceptados pouco depois por uma força mais forte composta pelos cruzadores rápidos britânicos HMS Bristol e HMS Dartmouth, escoltados por quatro contratorpedeiros italianos. O Dartmouth abriu fogo com seus canhões de 152 milímetros a uma distância de 9,7 quilômetros e Horthy ordenou minutos depois que seus navios lançassem uma cortina de fumaça. Horthy pediu por reforços que vieram na forma do cruzador blindado SMS Sankt Georg, que partiu com dois contratorpedeiros e quatro barcos torpedeiros, mas estes ainda estavam muito distantes. A fumaça quase fez os três cruzadores colidirem, porém deu cobertura para que eles se aproximassem dos britânicos. Os austro-húngaros emergiram a uma distância de 4,5 quilômetros, um alcance muito mais adequado para seus canhões menores.
Os três cruzadores estavam afastando seus perseguidores quando o Novara, o navio da vanguarda, foi acertado várias vezes. Suas caldeiras foram incapacitadas e ele ficou imóvel. O Saida se preparou para rebocá-lo, porém vários contratorpedeiros italianos atacaram em sucessão. O fogo dos três cruzadores impediu que se aproximassem o suficiente e assim não acertaram. O Sankt Georg apareceu e o Saida rebocou o Novara. Os quatro navios assumiram em linha, com o Sankt Georg na retaguarda para dar cobertura aos outros três. O antigo navio de defesa de costa SMS Budapest e mais três barcos torpedeiros juntaram-se aos outros durante a tarde para fortalecer a escolta.

### Fim de carreira
O Saida participaria em 11 de junho de 1918 de um grande ataque contra os navios Aliados defendendo o Estreito de Otranto. Ele, o Admiral Spaun e quatro barcos torpedeiros atacariam uma base de hidroaviões em Otranto com o objetivo de atrair a frota Aliada. Entretanto, a operação foi abortada depois do couraçado SMS Szent István ter sido afundado por uma lancha torpedeira italiana no caminho para o ponto de encontro para a operação. A Áustria-Hungria assinou o Armistício de Villa Giusti em 3 de novembro de 1918 com a Itália, encerrando sua participação na guerra. Sua frota foi transferida imediatamente para o recém-formado Reino dos Sérvio, Croatas e Eslovenos.
A frota austro-húngara foi entregue aos Aliados como prêmios de guerra em 1920 sob os termos do Tratado de Saint-Germain-en-Laye. O Saida foi cedido à Itália, sendo renomeado para Venezia e comissionado na Marinha Real Italiana em 5 de julho de 1921. Os três membros da Classe Novara foram as maiores embarcações da Marinha Austro-Húngara a servirem ativamente após a guerra. A única alteração que os italianos realizaram foi a remoção do canhão antiaéreo original de 66 milímetros em favor de uma nova arma de 37 milímetros de fabricação italiana. De 1930 em diante o Venezia foi usado como alojamento flutuante, primeiro em Gênova e depois em La Spezia. Foi colocado em uma doca seca em La Spezia em setembro de 1935 em preparação para ser desativado. O cruzador foi vendido em 11 de março de 1937 e desmontado.